# Sigfried (Wikinger)
Sigfried (auch Siegfried, Sigfred oder Sigfrid genannt) war ein Wikingerführer, der v. a. durch die Belagerung von Paris (885–886) bekannt ist.
In den 860er bis 880er Jahren werden Überfälle und Plünderungen durch Wikinger unter der Führung von Sigfried in Aquitanien, England, Flandern und Lotharingien berichtet. Laut den Annalen von St. Bertin soll eine Gruppe von Wikingern unter dem Kommando von Sigfried 865 an der Charente zurückgeschlagen worden sein. Ab Herbst 865 nahm Sigfried an den Zügen der Wikinger durch England teil. In den Jahren 880/881 wurden u. a. die Städte Cambrai, Arras und Amiens geplündert, im Jahr 884 Soissons und die Abtei Saint-Médard. Während der Belagerung von Paris wurde das Umland bis hin zur Stadt Reims verwüstet. Nachdem die Wikinger gegen Tributzahlung die Belagerung von Paris beendet hatten, zogen Sigfrieds Wikinger weiter in Richtung Burgund. 
Sigfried soll 887 in Friesland gestorben, nach einer anderen Theorie 891 in der Schlacht an der Dijle bei Löwen gegen Arnolf von Kärnten gefallen sein.